# Vláda Manfreda Clary-Aldringena

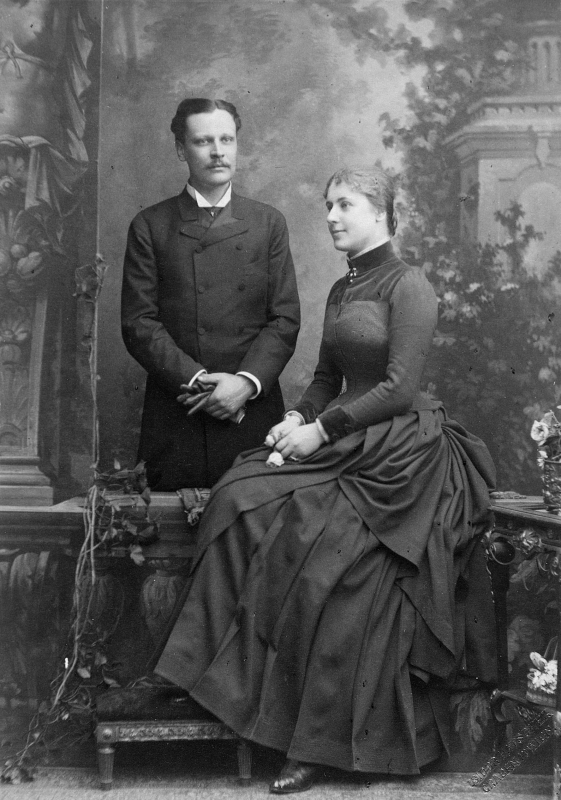
Ministerský předseda Manfred Clary-Aldringen na snímku z 80. let 19. století

Vláda Manfreda Clary-Aldringena byla předlitavská vláda, úřadující od 2. října 1899 do 18. ledna 1900. Sestavil ji Manfred Clary-Aldringen poté, co skončila vláda Franze Thuna. Manfred Clary-Aldringen se později vzdal vedení vlády a po několik posledních týdnů její existence byl tak úřadujícím předsedou vlády  Heinrich von Wittek.

## Dobové souvislosti a činnost vlády
Vláda Manfreda Clary-Aldringena nastoupila ve chvíli, kdy předchozí kabinet Franze Thuna nebyl kvůli obstrukci německých poslanců schopen řádného fungování, včetně přijetí pravidelného finančního vyrovnání mezi Předlitavskem a Uherskem. Manfred Clary-Aldringen měl nyní za úkol dosáhnout usmíření s německými politiky. Toho se podařilo dosáhnout negací Gautschových jazykových nařízení, která do jisté míry podobně jako předchozí Badeniho jazyková nařízení vycházela v otázkách úředního používání jazyků v Čechách vstříc češtině. Jazyková situace v Čechách se tak vrátila ke stavu před rokem 1897 a výsledkem byla nyní obstrukce českých poslanců. Vláda Manfreda Clary-Aldringena tak nyní opět čelila nemožnosti projednat zásadní zákonné předlohy. 21. prosince proto její členové podali demisi a na několik následujících týdnů jejich místa většinou zaujali vysocí ministerští úředníci, přičemž v čele vlády stanul provizorně Heinrich von Wittek. Během této krátké doby pak Wittekův kabinet prosadil finanční vyrovnání obou polovin monarchie i státní rozpočet, přičemž obešel zablokovaný parlament (předlohy schválil za pomocí paragrafu 14 vládním nařízením). Pak vláda odstoupila a uvolnila prostor pro řádnou vládu Ernesta von Koerbera.

## Složení vlády
| Resort                              | Ministr                           | Nástup do funkce  | Konec funkce      |
| ----------------------------------- | --------------------------------- | ----------------- | ----------------- |
| ministerský předseda                | Manfred Clary-Aldringen           | 2. října 1899     | 21. prosince 1899 |
| ministerský předseda                | Heinrich von Wittek (pověřený)    | 21. prosince 1899 | 18. ledna 1900    |
| ministr zemědělství                 | Manfred Clary-Aldringen           | 2. října 1899     | 21. prosince 1899 |
| ministr zemědělství                 | Ferdinand von Blumfeld (správce)  | 21. prosince 1899 | 18. ledna 1900    |
| ministr obchodu                     | Franz Stibral (správce)           | 2. října 1899     | 18. ledna 1900    |
| ministr kultu a vyučování           | Wilhelm von Hartel (správce)      | 2. října 1899     | 21. prosince 1899 |
| ministr kultu a vyučování           | Alfred von Bernd                  | 21. prosince 1899 | 18. ledna 1900    |
| ministr financí                     | Seweryn Kniaziołucki (správce)    | 2. října 1899     | 21. prosince 1899 |
| ministr financí                     | Adolf von Jorkasch-Koch (správce) | 21. prosince 1899 | 18. ledna 1900    |
| ministr vnitra                      | Ernest von Koerber                | 2. října 1899     | 21. prosince 1899 |
| ministr vnitra                      | Josef Stummer (správce)           | 21. prosince 1899 | 18. ledna 1900    |
| ministr spravedlnosti               | Eduard von Kindinger              | 2. října 1899     | 21. prosince 1899 |
| ministr spravedlnosti               | Ferdinand von Schrott (správce)   | 21. prosince 1899 | 18. ledna 1900    |
| ministr zeměbrany                   | Zeno Welsersheimb                 | 2. října 1899     | 18. ledna 1900    |
| ministr železnic                    | Heinrich von Wittek               | 2. října 1899     | 18. ledna 1900    |
| ministr pro haličské záležitosti    | Kazimierz Chłędowski              | 2. října 1899     | 18. ledna 1900    |
| společní ministři Rakouska-Uherska: |                                   |                   |                   |
| * ministr zahraničí                 | Agenor Gołuchowski                | 2. října 1899     | 18. ledna 1900    |
| * ministr války                     | Edmund von Krieghammer            | 2. října 1899     | 18. ledna 1900    |
| * ministr financí                   | Benjámin Kállay                   | 2. října 1899     | 18. ledna 1900    |